# Redwitz an der Rodach
Redwitz an der Rodach är en kommun och ort i Landkreis Lichtenfels i Regierungsbezirk Oberfranken i förbundslandet Bayern i Tyskland.
Kommunen ingår i kommunalförbundet Redwitz an der Rodach tillsammans med köpingen Marktgraitz.